# Verstaanbaarheid van zang in de hoogste registers
Dit artikel behandelt de verstaanbaarheid van zang in de hoogste registers. De frequentie-inhoud van een gezongen tekst wordt bepaald door de resonanties in de spraakholtes van keel en mond, die delen van het geluidsspectrum van de stembanden kunnen  versterken. Deze resonanties versterken ook het verschil tussen de klank van verschillende klinkers. Bij sopranen komen deze twee functies met elkaar in conflict. Dit heeft tot gevolg dat de hoge noten van 
sopraanzangeressen altijd moeilijk verstaanbaar zijn, zelfs als de sopraan in een taal zingt die de luisteraar goed beheerst. De componist Hector Berlioz heeft lang geleden zijn collega-componisten al gewaarschuwd om geen belangrijke woorden in de mond van de sopraan te leggen, als ze tegelijkertijd hoge tonen moet zingen.

## Resonanties van stembanden en spraakholte
Bij gewone spraak of zang wordt de grondtoon f0 bepaald door de spanning in de stembanden. De stembanden produceren geluid bij f0 en bij een reeks harmonische boventonen met frequentie nf0. Als er geen resonanties zouden optreden in de spraakholte, die loopt vanaf de stembanden tot aan de lippen, zou de amplitude van de harmonischen afvallen met ongeveer 12 decibel per octaaf. Maar doordat de spraakholte ook resonanties heeft, Ri, wordt elke harmonische nf0 van de stembanden versterkt als die toon dicht bij een resonantie van de spraakholte ligt. 
Om verschillende klinkers te laten horen, zal een spreker of zanger de resonanties van de spraakholte veranderen, door de tong, kaak en lippen van positie te laten veranderen. Het onderscheid tussen de diverse klinkers in de westerse talen wordt vrijwel geheel bepaald door R1 en R2, de twee laagste resonanties in het spraakkanaal. 
Bijvoorbeeld, bij de klinker in "hood" (door een Australische spreker) is R1 ≈ 400 Hz en R2 ≈ 1000 Hz. Om de klinker in "had" uit te spreken, moet de spreker R1 en R2 hoger maken zodat ze ongeveer 600 en 1400 Hz bedragen. Dit doet de spreker door zijn mond verder open te doen, en de tong naar achteren te trekken. 
Bij vrouwen zijn de resonanties bij een klinker ongeveer 10% hoger dan bij mannen. Bij alle sprekers, mannen en vrouwen, geldt dat de grondfrequentie van de stembanden, f0, lager is dan R1. Als sopranen hoge noten zingen wordt f0 echter hoger dan R1, en dan wordt het voor haar onmogelijk om verschil te maken in de klank van klinkers. Om boven het orkest uit te komen, moet een sopraan alle resonanties van haar spraakkanaal ten volle benutten. Maar als R1 lager is dan de zangtoon f0, is R1 niet meer bruikbaar om het geluid te versterken. Het hoogste octaaf van een sopraan reikt van C5 (523 Hz) tot C6 (1047 Hz/1318 Hz E6) en hoger bij het gebruik van het fluitregister. Haar mond zal verder opengaan en mede door de soepelheid van de articulatoren zal ze tot aan C6 in mindere mate verstaanbaar zijn, afhankelijk van de toonhoogte, klinker en medeklinkers.